# 奨学金ファンド
奨学金ファンド（しょうがくきんファンド）とは、投資家などから多くのお金を集め、発展途上国で文字の読み書きやそろばんなど、貧困などが原因で学校などに通えず、学習したくてもできない人たちに貸し付けを行うファンド。また、その貸し付けた利子を投資家に分配する仕組み。

## ファンドの目的
目的はボランティアではなくビジネスとすることで、ボランティア活動より多くのお金を集めることにより、多くの人が学ぶことができる。
UNDP（国際連合開発計画）とUNICEF（国際連合児童基金）によると、絶対的貧困を無くすのに必要な金額は1年800億ドルである。